# Striano
Striano ist eine Gemeinde mit 9028 Einwohnern (Stand 31. Dezember 2023) in der Metropolitanstadt Neapel, Region Kampanien.
Die Nachbarorte von Striano sind Palma Campania, Poggiomarino, San Valentino Torio (SA) und Sarno (SA).

## Bevölkerungsentwicklung
Striano zählt 2590 Privathaushalte. Zwischen 1991 und 2001 stieg die Einwohnerzahl von 6984 auf 7507. Dies entspricht einem prozentualen Zuwachs von 7,5 %.